# Klaus Mezger
Klaus Mezger (Lauda-Königshofen, 31 de janeiro de 1958) é um geólogo alemão.

## Condecorações
- 1992 Prêmio Heinz Maier Leibnitz da Deutsche Forschungsgemeinschaft (DFG)
- 2006 Prêmio Gottfried Wilhelm Leibniz da Deutsche Forschungsgemeinschaft (DFG)
- 2016 Prêmio Urey da European Association of Geochemistry (EAG)